# Jura Movsisjan
Jura Movsisjan (arménsky Յուրա Մովսիսյան; * 2. srpna 1987, Baku, Ázerbájdžánská SSR, Sovětský svaz) je arménský fotbalista a reprezentant, který od roku 2012 působí na postu útočníka v ruském klubu Spartak Moskva.

## Klubová kariéra
Movsisjan se narodil v ázerbájdžánském hlavním městě Baku v arménské rodině (otec Sergej Movsisjan, matka Aisa Sahakjan). Ze země se na přelomu let 2001/2002 odstěhovali do USA do Los Angeles, kde žije arménská komunita. V Ázerbájdžánu totiž vypukly protiarménské pogromy. Ve Spojených státech započal svou fotbalovou kariéru.
Začínal ve Sportingu Kansas City a v roce 2007 přestoupil do Realu Salt Lake, se kterým vyhrál v roce 2009 MLS Cup. Během svého působení v Realu Salt Lake odehrál celkem 53 zápasů, v nichž nasázel 15 branek. Po vypršení smlouvy v roce 2009 odešel do Evropy do dánského celku Randers FC. V roce 2011 přestoupil za 2 miliony € do ruského Kubáně Krasnodar.
8. prosince 2012 přestoupil z ruského Krasnodaru do moskevského Spartaku za 7,5 milionu €. V prvním utkání play-off předkola Evropské ligy 2013/14 zařídil svým gólem remízu 1:1 proti domácímu švýcarskému celku FC St. Gallen. Spartak si odvezl do domácí odvety příznivý výsledek, ale doma prohrál 2:4 a byl vyřazen.

## Reprezentační kariéra
Původně hodlal reprezentovat USA, ale nakonec se 9. srpna 2010 stal členem arménské fotbalové reprezentace. V A-mužstvu debutoval 11. srpna 2010 v přátelském utkání proti hostujícímu Íránu, které skončilo porážkou Arménie 1:3.
V kvalifikaci na EURO 2012 vstřelil celkem 4 góly a stal se tak společně s Rusy Alanem Dzagojevem, Romanem Pavljučenkem a svým reprezentačním spoluhráčem Marcosem Pizzellim třetím nejlepším kanonýrem základní skupiny B (první byl arménský Henrich Mchitarjan s 6 góly). Mimoto ještě pětkrát asistoval na gól. Movsisjan se trefil proti Andoře (12. října 2010, výhra 4:0), Makedonii (7. září 2010, remíza 2:2) a dvakrát proti Slovensku (8. října 2010, výhra 3:1 a 6. září 2011, výhra 4:0). Jeho góly však na postup na EURO nestačily, Arménie skončila se 17 body na třetím místě za prvním Ruskem a druhým Irskem.
26. března 2013 nastoupil v kvalifikaci na MS 2014 v Jerevanu proti národnímu týmu České republiky, Arménie podlehla soupeři 0:3. Movsisjan dostal v zápase žlutou kartu. 11. června 2013 nastoupil v kvalifikačním utkání v Kodani proti domácím Dánům a vstřelil dvě branky, čímž výrazně přispěl k debaklu 4:0, který Dánům značně zkomplikoval postupové naděje. 11. října 2013 se jednou vstřelenou brankou podílel na výhře 2:1 v domácím kvalifikačním střetnutí proti Bulharsku, díky tomu si Arménie uchovala naději na druhé místo ve skupině a případný postup do baráže o MS. Do té se nakonec Arménie nedostala. Movsisjan v kvalifikační skupině B nastřílel celkem 4 góly.